# Batalla de Uji (1180)
La batalla de Uji (1180) fue la primera de las batallas de la Guerras Genpei.

## Acontecimientos
La primera batalla de Uji es famosa por haber empezado las Guerras Genpei. En 1180 el Príncipe Mochihito, el candidato favorito del Clan Minamoto para el trono imperial, fue perseguido por fuerzas del clan Taira hasta Mii-dera, un templo al lado de Kioto. Debido a la interferencia de un monje de Mii-dera favorable al clan Taira, el ejército del clan Minamoto llegó demasiado tarde para defender el puente. 
Minamoto no Yorimasa dirigió al príncipe Mochihito junto con el ejército del clan y un grupo de monjes guerreros del Mii-dera al sur hasta Nara. 
Cruzaron el Río Uji e intentaron destruir el puente para evitar la persecución del clan Taira. Tres monjes guerreros son nombrados en el Heike Monogatari: Gochin no Tajima, Tsutsui Jomyo Meishu, y Ichirai Hoshi. Estos tres, junto con los otros monjes-guerreros pelearon con arcos y flechas, diferentes armas, cuchillos y naginata.
Sin embargo las fuerzas Taira lograron cruzar el río y alcanzar al ejército Minamoto. Yorimasa intentó ayudar al príncipe a escapar, pero fue alcanzado por una flecha. Debido a ello se suicidó por la forma ritual de seppuku, comenzando así el precedente de suicidarse antes que rendirse, que sería honrado hasta incluso durante la II Guerra Mundial. Es el primer seppuku que se conoce en la historia. El príncipe fue capturado y ejecutado por los guerreros Taira.